# آبوین (دژ)
دژ آبوین در شهرستان اَبردینشیر، شهر آبوین اسکاتلند بنا شده است. این دژ متعلق به قرن سیزدهم میلادی است. سابقاً دژ متروک آبوین یک موقعیت سوق‌الجیشی داشته و در کنار رود دی می باشد. 